# Harlambros Papadias
Harlambros Papadias (Atenas, Grecia, 24 de enero de 1975) es un atleta griego retirado especializado en la prueba de 100 m, en la que ha conseguido ser medallista de bronce europeo en 1998.

## Carrera deportiva
En el Campeonato Europeo de Atletismo de 1998 ganó la medalla de bronce en los 100 metros, con un tiempo de 10.17 segundos, llegando a meta tras los británicos Darren Campbell (oro con 10.04 s) y Dwain Chambers (plata con 10.10 segundos).